# Daruvarská čeština

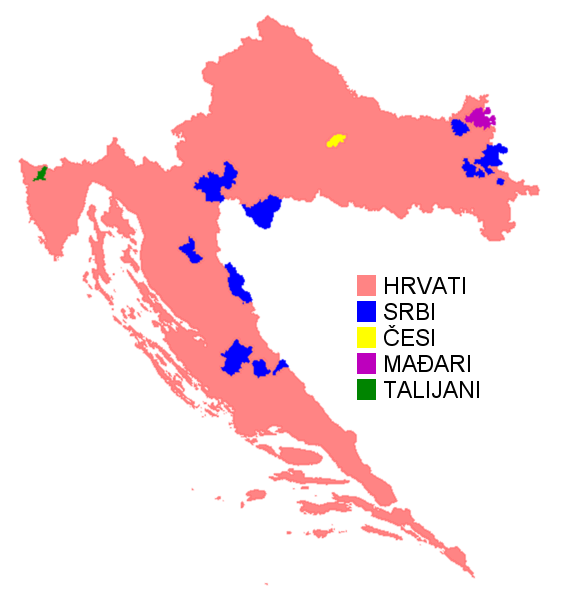
Národnostní mapa Chorvatska, Češi vyznačeni žlutou barvou

Daruvarská čeština je nářečí češtiny, které používají Češi žijící v Chorvatsku, převážně v okolí města Daruvar ve Slavonii.

## Popis
Daruvarská čeština vychází z české nářeční skupiny a dodnes si uchovává její prvky, protože do oblasti Daruvaru přicházeli Češi z celých Čech, převážně pak z okolí Mělníka. Dále daruvarská čeština převzala mnoho slov z chorvatštiny (srbochorvatštiny), především názvy věcí, které čeští osadníci před příchodem neznali. Mnohdy se také používá jak česká, tak chorvatská varianta slova. Daruvarská čeština je v každé lokalitě poměrně rozdílná.
Studiu daruvarské češtiny se několik let věnoval bohemista Dragutin Mirković, docent českého jazyka a literatury na bělehradské universitě, a tyto poznatky sepsal do knihy Govori Čeha u Slavoniji (Daruvar a okolina) (vydaná 1968).

## Historie
Češi přišli na Daruvarsko (ale i jinam do Chorvatska) ve dvou migračních vlnách. První proběhla koncem 18. století, protože bylo potřeba osídlit pusté oblasti, odkud utekli Chorvati před Turky. Druhá vlna Čechů přišla na přelomu 19. století a 20. století. První podrobnější dokumentaci situaci Čechů v Chorvatsku poskytl Jan Auerhan, pozdější předseda Československého ústavu zahraničního ve svém článku Čechové v Chorvatsku. Podle jugoslávského sčítání lidu v roce 1921 se na území celé země (včetně Chorvatska) k české národnosti přihlásilo celkem 46 777 lidí, z toho 32 270 na území Chorvatska a Slavonie. V 60. letech 20. století prováděl Dragutin Mirković výzkum daruvarské češtiny. Dnes žije v Chorvatsku asi 10 510, přitom v Daruvaru jich žije asi 2504 a je zde dokonce i česká škola.

## Charakteristika
Toto je charakteristika daruvarského nářečí:
- Hlásková změna ý > ej (živý > živej) – v některých případech i í > ej (vozík > vozejk), jako u české nářeční skupiny. Daruvarská čeština ovšem takto mění i slova, která se v českých nářečích nemění (blíž > blejš) nebo (zívat > zejvat)
- V se vyslovuje jako obouretné W (např. žiwit)
- Na konci zavřených slabik změna v/f na u (bábovka > bábouka) nebo (mrkev > mrkeu)
- Někdy se zachovává výslovnost znělých souhlásek, a to na konci slov (hlad, muž mňel, vúz)
- Na počátku slov se udržuje i- bez j- (inej, istej, indi, inam, ich)
- Některá slova se prodlužují (kúře, zéli, péři, céra, póle)
- Další prvky severovýchodočeských nářečí (k sousedům > k sousedoj) (pod lavicí > pod lavicej)
- Několik málo prvků z moravských nářečí (slepicema, lavicema > slepicama, lavicama)
- Místo tři se říká tře
- Jiné koncovky, úplně nové tvary (dvě pole > dvě pólata), (toho kafe > toho kafeho)
- Zkracování různých slov (např. zedňik, krajic, žlice, řict, muj, hnuj, pizvnka, zahratka)

## Vliv chorvatštiny
Chorvatština (nebo srbochorvatština) je jazykem, kterým se hovoři v okolí, a proto měla vliv i na daruvarskou češtinu, především na její slovní zásobu. Někdy se střídá používání českého a chorvatského výrazu, jiná slova byla nahrazena chorvatskými slovy úplně.

### Příklady slov v daruvarské češtině přejatých z chorvatštiny
| České slovo           | Chorvatské slovo |
| --------------------- | ---------------- |
| Elektrický proud      | Strúja           |
| Účet                  | Račun            |
| Dovolená              | Godišňi odmor    |
| Ohrazená lesní paseka | Braňevina        |
| Kukuřice              | Koruza           |
| Vinná réva            | Nójc             |
| Krocan                | Puran            |
| Povidla               | Pekmez           |
| Prospívat             | Nápredovat       |
| Tlustý                | Debelej          |